# Horizon Tower
De Horizon Tower is een wolkenkrabber in Dubai, Verenigde Arabische Emiraten. De bouw van de woontoren, die staat in Dubai Marina, begon in 2004 en werd in 2006 voltooid door Al Nekhreh Contracting Co. LLC.

## Ontwerp
De Horizon Tower is 190 meter hoog en bevat naast 45 bovengrondse ook 3 ondergrondse verdiepingen. Iedere verdieping bevat 4 van de in totaal 164 woningen. Hiervan zijn 8 appartementen duplexwoningen. Het bevat een helipad op het dak en telt 4 personenliften en 1 goederenlift.
Het gebouw bevat onder andere meerdere zwembaden, een fitnesscentrum, een kuuroord en een sauna. Het is door Arenco Architectural & Engineering Consultants in modernistische stijl ontworpen en heeft een gevel van glas en aluminium.